# 34741 Alyssakeirn
34741 Alyssakeirn è un asteroide della fascia principale. Scoperto nel 2001, presenta un'orbita caratterizzata da un semiasse maggiore pari a 2,4463078 au e da un'eccentricità di 0,1939794, inclinata di 3,28220° rispetto all'eclittica.